# Eloeophila serotinella
Eloeophila serotinella là một loài ruồi trong họ Limoniidae. Chúng phân bố ở miền Tân bắc.